# Christian Drevet
Christian Drevet (* 4. Juni 1951 in Lyon, Frankreich) ist ein französischer Architekt.

## Leben und Werk
Christian Drevet studierte von 1973 bis 1978 an der École nationale supérieure d'architecture in Lyon.
Er entwarf unter anderem mehrere Projekte, darunter die Neugestaltung eines Teils des Place des Terreaux in Lyon in Zusammenarbeit mit Daniel Buren, insbesondere mit einer orthogonalen Abwechslung von 69 Wasserstrahlen, die von 14 Säulen gesäumt werden, gegenüber dem Palais Saint-Pierre.
Nach der Verbreitung von Postkarten des Platzes, auf denen das Werk von Buren und Drevet teilweise abgebildet war, klagten diese gegen die Herausgeber der Karten wegen Urheberrechtsverletzung. Auf der Grundlage der Theorie der Akzessorietät stellte der Kassationshof fest, dass das Werk von Buren und Drevet nur ein „einfaches Element“ des Platzes darstellt. Folglich stellt es nicht das Hauptmotiv der Aufnahmen dar, sondern lediglich ein „Zubehör des behandelten Themas“. Die Postkarten konnten somit vermarktet werden, ohne dass dies eine „Mitteilung“ des strittigen Werks an die Öffentlichkeit darstellte. Der Anwalt des Berufsverbands der Postkartenindustrie, Gérard Ducrey, war damals der Ansicht, dass es sich um „eine Revolution im Recht am eigenen Bild für Werke des öffentlichen Dienstes“ handelte. (...) Um einen Stopp der Operationen zur Beschlagnahmung des öffentlichen Raums „durch bestimmte Künstler“. Die beiden Architekten und die Société des auteurs dans les arts graphiques et plastiques (Adagp) möchten jedoch in einer Ausgabe der Tageszeitung Le Monde darauf hinweisen, dass: „Wenn Daniel Buren, Christian Drevet und die Adagp gerichtlich gegen bestimmte Verleger vorgehen mussten, die Postkarten vermarkten [...]. Dies geschah zum einen, weil die Namen der Urheber dieser Gestaltung auf den fraglichen Postkarten, die also ihr Werk reproduzierten, nicht einmal genannt wurden (während die Namen der Verleger und Fotografen hingegen gut lesbar darauf standen); zum anderen, nachdem die Adagp mehrfach vergeblich um eine gütliche Einigung in diesem Streit gebeten hatte.“

## Bauwerke und Projekte (Auswahl)
Siehe vollständige Liste auf archiguide
- 1994: Bestattungszentrum von Villeurbanne
- 1994: Place des Terreaux in Lyon, zusammen mit Daniel Buren[2]
- 2000: Metro-Station Lyon Debourg
- 2000: Internationale Agentur für Krebsforschung
- 2007: Renovierung des Place des Nations in Genf (Schweiz)
- 2008: Sportzentrum in Crolles

### Ohne Daten
- Zentrale Straße in Vejle (Dänemark)
- Flughafen Lyon Saint-Exupéry, Co-Architekt mit Guillaume Gillet